# 140-й меридіан східної довготи
140-й меридіан східної довготи — лінія довготи, що лежить на 140 градусс східніше Гринвіцького меридіана. Вона проходить від Північного полюса через Північний Льодовитий океан, Азію, Тихий океан, Австралазію, Індійський океан, Південний океан та Антарктиду до Південного полюса.
140-й меридіан східної довготи формує велике коло разом із 40-вим меридіаном західної довготи.

## Список географічних об'єктів, що перетинає 140° сх. д.
Починаючи на Північному полюсі та рухаючись до Південного полюса, 140-й меридіан східної довготи проходить через:
| Координати                                                   | Країна, територія або море | Примітки |
| ------------------------------------------------------------ | -------------------------- | --- |
| 90°0′ пн. ш. 140°0′ сх. д. / 90.000° пн. ш. 140.000° сх. д.  | Північний Льодовитий океан | |
| 75°57′ пн. ш. 140°0′ сх. д. / 75.950° пн. ш. 140.000° сх. д. | Росія                      | Новосибірські острови — проходить через острів Котельний |
| 74°54′ пн. ш. 140°0′ сх. д. / 74.900° пн. ш. 140.000° сх. д. | Море Лаптєвих              | |
| 73°26′ пн. ш. 140°0′ сх. д. / 73.433° пн. ш. 140.000° сх. д. | Росія                      | Новосибірські острови — проходить через Великий Ляховський острів |
| 73°20′ пн. ш. 140°0′ сх. д. / 73.333° пн. ш. 140.000° сх. д. | Море Лаптєвих              | |
| 72°29′ пн. ш. 140°0′ сх. д. / 72.483° пн. ш. 140.000° сх. д. | Росія                      | |
| 57°42′ пн. ш. 140°0′ сх. д. / 57.700° пн. ш. 140.000° сх. д. | Охотське море              | |
| 54°6′ пн. ш. 140°0′ сх. д. / 54.100° пн. ш. 140.000° сх. д.  | Росія                      | |
| 48°20′ пн. ш. 140°0′ сх. д. / 48.333° пн. ш. 140.000° сх. д. | Японське море              | |
| 42°41′ пн. ш. 140°0′ сх. д. / 42.683° пн. ш. 140.000° сх. д. | Японія                     | Проходить через острів Хоккайдо |
| 42°7′ пн. ш. 140°0′ сх. д. / 42.117° пн. ш. 140.000° сх. д.  | Японське море              | |
| 41°38′ пн. ш. 140°0′ сх. д. / 41.633° пн. ш. 140.000° сх. д. | Японія                     | Проходить через острів Хоккайдо |
| 41°32′ пн. ш. 140°0′ сх. д. / 41.533° пн. ш. 140.000° сх. д. | Японське море              | |
| 40°44′ пн. ш. 140°0′ сх. д. / 40.733° пн. ш. 140.000° сх. д. | Японія                     | Проходить через острів Хонсю |
| 39°51′ пн. ш. 140°0′ сх. д. / 39.850° пн. ш. 140.000° сх. д. | Японське море              | |
| 39°20′ пн. ш. 140°0′ сх. д. / 39.333° пн. ш. 140.000° сх. д. | Японія                     | Проходить через острів Хонсю |
| 35°39′ пн. ш. 140°0′ сх. д. / 35.650° пн. ш. 140.000° сх. д. | Токійська затока           | |
| 35°28′ пн. ш. 140°0′ сх. д. / 35.467° пн. ш. 140.000° сх. д. | Японія                     | Проходить через півострів Босо на острові Хонсю |
| 35°1′ пн. ш. 140°0′ сх. д. / 35.017° пн. ш. 140.000° сх. д.  | Тихий океан                | Проходить східніше островів Хатідзьо і Аоґасіма, Японія Проходить через скелі Байонез, Японія Проходить західніше острова Сміта, Японія Проходить західніше острова Торісіма, Японія Проходить східніше атола Уліті[en], Федеративні Штати Мікронезії |
| 2°21′ пд. ш. 140°0′ сх. д. / 2.350° пд. ш. 140.000° сх. д.   | Індонезія                  | Проходить через острів Нова Гвінея |
| 8°14′ пд. ш. 140°0′ сх. д. / 8.233° пд. ш. 140.000° сх. д.   | Арафурське море            | |
| 11°22′ пд. ш. 140°0′ сх. д. / 11.367° пд. ш. 140.000° сх. д. | Затока Карпентарія         | |
| 17°43′ пд. ш. 140°0′ сх. д. / 17.717° пд. ш. 140.000° сх. д. | Австралія                  | Квінсленд Південна Австралія |
| 37°29′ пд. ш. 140°0′ сх. д. / 37.483° пд. ш. 140.000° сх. д. | Індійський океан           | Австралія визнає цю акваторію частиною Південного океану[1][2] |
| 60°0′ пд. ш. 140°0′ сх. д. / 60.000° пд. ш. 140.000° сх. д.  | Південний океан            | |
| 66°42′ пд. ш. 140°0′ сх. д. / 66.700° пд. ш. 140.000° сх. д. | Антарктида                 | Земля Аделі (претендує Франція) |